# Сёдергрен, Бенни
Бенни Сёдергрен (швед. Benny Södergren; 23 июня 1948 года, Торшхела) — шведский лыжник, призёр зимних Олимпийских игр в Инсбруке.  

## Карьера
На Олимпийских играх 1976 года в Инсбруке, завоевал бронзовую медаль в гонке на 50 км, кроме того занял 13-е место в гонке на 15 км, 12-е место в гонке на 30 км и 4-е место в эстафете.
После завершения спортивной карьеры был управляющим директором в металлургической компании.